# VTech
 (novembre 2014).
Si vous disposez d'ouvrages ou d'articles de référence ou si vous connaissez des sites web de qualité traitant du thème abordé ici, merci de compléter l'article en donnant les références utiles à sa vérifiabilité et en les liant à la section « Notes et références ».

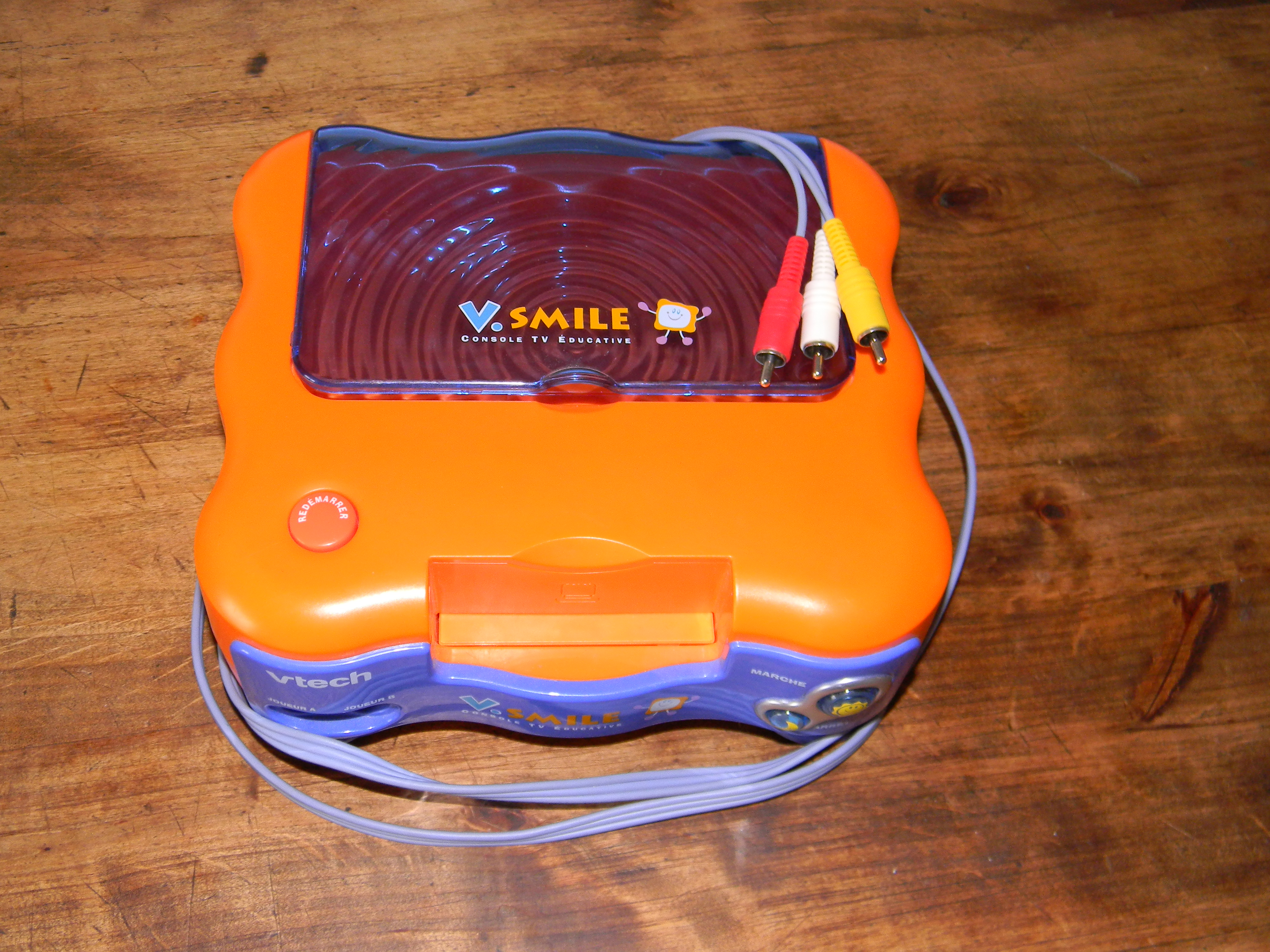
La console v-smile, produit emblématique de la gamme pour enfant de vtech dans les années 2000.

VTech est une société multinationale de produits électroniques basée à Hong Kong. Elle fait partie des plus grands fabricants mondiaux de jouets éducatifs électroniques (par exemple les consoles de jeux pour enfants V.Smile, Storio 2, Storio 3) et de téléphones filaires et sans fil. La société est cotée en bourse à Londres et à Hong Kong.

## Histoire
VTech a été créée en 1976 par deux ingénieurs dont le chinois Allan Wong, un passionné d’électronique qui a su transformer son passe-temps en société rentable. Cet homme, aujourd’hui président de la société, a su s’entourer d’hommes et d’équipe compétente dans ce domaine, comme Albert Lee en 1984, actuellement vice-président de VTech.
Le modèle utilisé est celui de l’intégration verticale, permettant de maîtriser toute la chaîne d’un produit de la conception, production jusqu’à la vente.
En 2015, Vtech subit un important vol de données des utilisateurs de ses jouets connectés, vol qui concerne 4,8 millions de personnes.
En février 2016, Vtech acquiert le fabricant de jouet américain LeapFrog pour 72 millions de dollars.

## La société
VTech possède plus de 60 filiales dans le monde et 3 usines en Chine :
- 1988 : première usine en Chine à Dongguan (240 000 mètres carrés - jouets éducatifs électronique)
- 1997 : deuxième usine en Chine à Dongguan (168 000 mètres carrés – produits de télécommunications)
- 2005 : troisième usine en Chine à Qingyuan city (45 000 mètres carrés – produits plastiques pour les télécommunications)

Elle emploie plus de 30 000 personnes dans 10 pays et a un département de recherche et développement actif avec plus de 1 000 personnes (Canada, Hong Kong, Chine).
La société est également présente en Europe avec 7 filiales.
Ses principales activités sont les téléphones filaires et sans fil et les jouets éducatifs électroniques. Elle fabrique aussi de nombreux produits pour d’autres sociétés sans marque apparente.
- Budget de recherche et développement : 40 millions de dollars en 2006
- Chiffre d'affaires : 1 200 millions de dollars en 2006

## Produits

### Storio Max
En 2015, un nouveau jouet sort alors : Storio Max. C'est une tablette éducative faite pour les enfants  de 3 à 11 ans.

### Consoles de jeux
- VTech CreatiVision
- VTech Socrates

### Le livre numérique
En 1997, VTech sort un nouveau jouet : il s'agit d'un livre numérique interactif de chansons pour enfants constitué de chansons traditionnelles. La société s'adapte aux chansons traditionnelles des pays occidentaux. Ainsi le premier livre enchanté sort en France en 1998.

#### Mon livre enchanté
Mon livre enchanté sort en France en 1998. Il s'agit d'un jouet en plastique de couleur rouge constitué de 6 pages de chansons. Les pages sont constituées d'une image du texte de la chanson et d'une musique de la chanson instrumentale. Une voix de synthèse accompagne tout le long du livre, avec des expressions telles que "Bonjour", "Coucou", "Chantes avec moi", "Bravo!", "Joue avec moi". Le premier livre est constitué dans l'ordre par les chansons suivantes : Au clair de la Lune, Gentil coquelicot, A la claire fontaine, Savez-vous planter les choux ?, Ainsi font, Quand trois poules vont aux champs. C'est une révolution dans la production du jouet et c'est un succès mondial. Chaque pays demande l'envoi du jouet avec ses propres chansons traditionnelles.

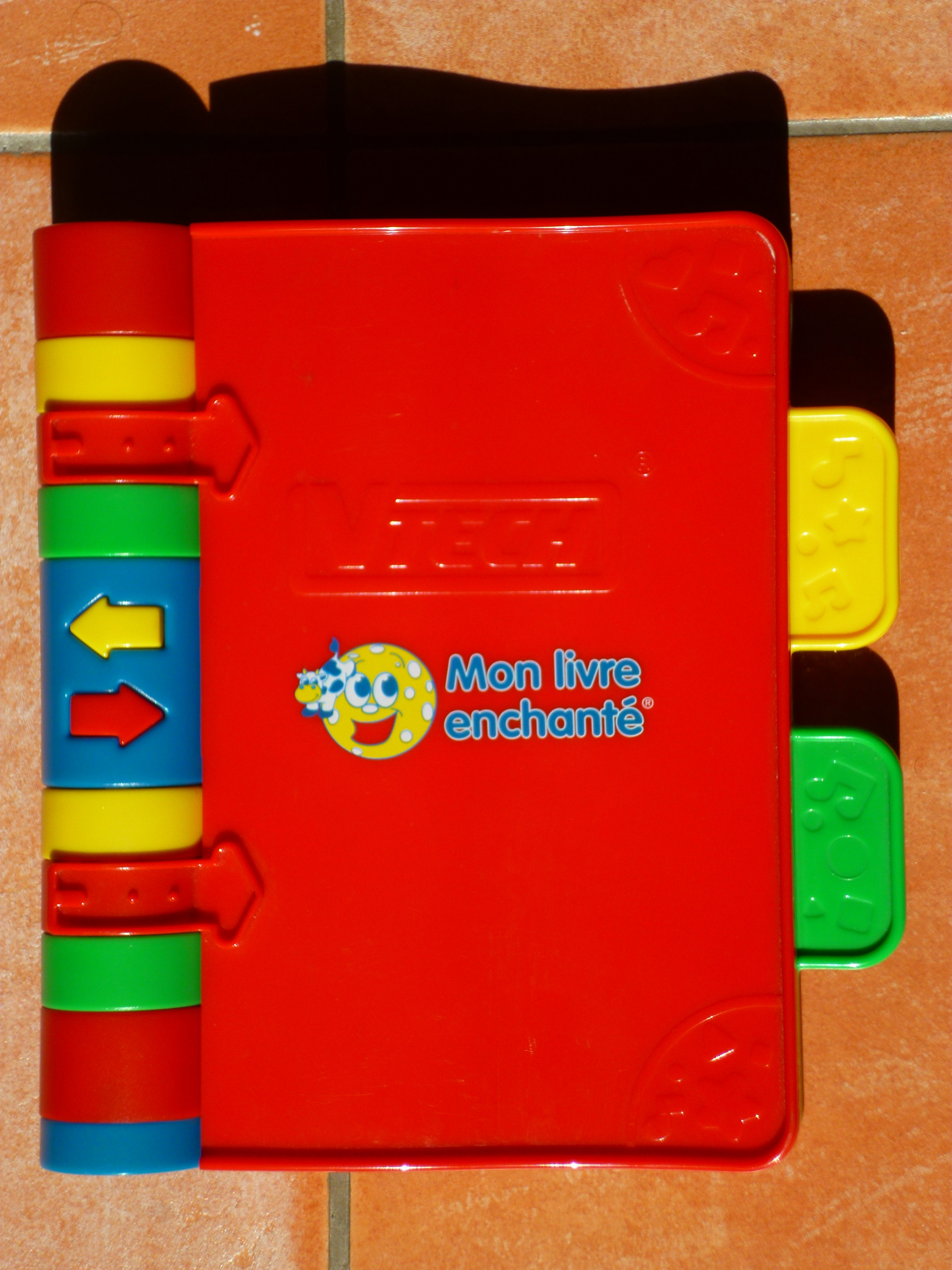
Livre numérique inventé par VTech en 1998. Il s'agit d'un jouet pour enfant qui fut un succès mondial en voici ici la version française qui comprend 6 pages et 6 chansons traditionnelles françaises.

#### Mon livre enchanté 2002
En 2002, un nouveau livre est publié par VTech. C'est exactement le même concept, 6 pages avec 6 chansons. On observe par ailleurs des innovations technologiques importantes que l'on retrouve toujours aujourd'hui sur les livres numériques actuels produits par la société. On observe une voix de synthèse qui chante le titre alors que le premier livre ne contenait que de la musique instrumentale. Des bruitages viennent également compléter la lecture du livre. Les 6 chansons traditionnelles que l'on retrouve dans ce livre pour le marché français sont : Une souris verte ; Il était une bergère ; Il était un petit navire ; Meunier tu dors ; Y'a une pie et Dansons la capucine. Malgré tout, le premier livre reste encore sur le marché jusqu'à 2005.

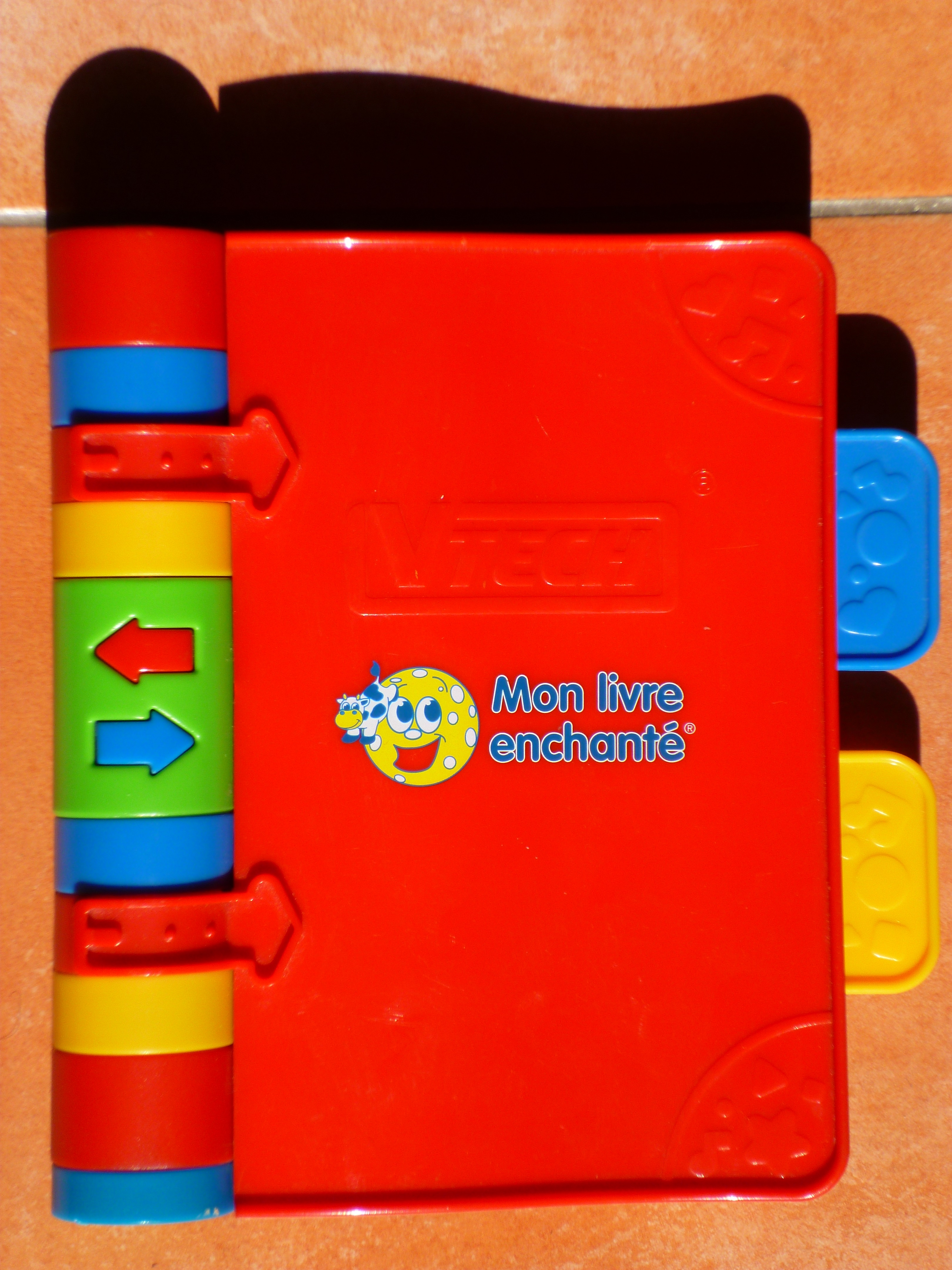
Il s'agit de la deuxième génération des jouets électroniques de VTech avec ici des améliorations de la voix de synthèse ainsi que des bruitages.